# Фёдоров, Валентин Васильевич
Валентин Васильевич Фёдоров (11 (24) апреля 1911, Санкт-Петербург, Российская империя — 4 декабря 1981, Ленинград, СССР) — советский футболист, полузащитник, впоследствии — тренер. Участник первых клубных чемпионатов СССР по футболу, хоккею с мячом и хоккею с шайбой. Заслуженный мастер спорта СССР (1943), заслуженный тренер РСФСР (1961).

## Биография

Могила Фёдорова на Серафимовском кладбище Санкт-Петербурга.

Коренной петербуржец, один из сильнейших футболистов СССР предвоенного периода. Бо́льшую часть карьеры провёл в ленинградском «Динамо» (1931—1946). В чемпионатах СССР провёл за команду 100 матчей, забил 3 гола (по другим данным — 117 матчей и 4 гола).
Выступал за сборную Ленинграда. Серебряный призёр чемпионата СССР 1935 года. По итогам турнира вошёл в список 33-х лучших футболистов как лучший полузащитник. Чемпион РСФСР 1932. Участник матчей с командами Турции, Праги. Дважды играл против сборной Басконии во время их турне по СССР 1937 года, сначала в составе сборной Ленинграда (2:2), затем в составе сборной общества «Динамо» (4:7). За сборную СССР провёл 4 неофициальных матча (1934—1935).
Принимал участие в Великой Отечественной войне. Организатор и участник матчей в блокадном Ленинграде 31 мая и 7 июня 1942 года. Награждён медалью «За боевые заслуги».
Также играл в хоккей с мячом — чемпион СССР 1935 года, бронзовый призёр чемпионата СССР 1936 года. В 1936 году включён в список 22 лучших игроков сезона. Финалист Кубка СССР 1947 года.
После войны был одним из организаторов хоккея с шайбой, являлся играющим главным тренером ленинградского «Динамо» (1946—1950).
23 февраля 1948 года участвовал, под флагом сборной Москвы, в первом международном матче советской команды по хоккею с шайбой. Соперником был чемпион Чехословакии пражский ЛТЦ. Матч прошёл в «закрытом» режиме без болельщиков и в официальную статистику не попал.
В 1953 году окончил школу тренеров при ГЦОЛИФК. Работал тренером:
- 1953 — «Динамо» Ленинград, тренер.
- 1961 — «Спартак» Ленинград, главный тренер.
- 1964—1966 — «Зенит» Ленинград, главный тренер.
- 1965—1966 — «Зенит» Ленинград, начальник команды.
- 1967 — «Черноморец» Одесса, главный тренер.
- 1968 — «Терек» Грозный, главный тренер.
- 1971, с июля — 1972 — «Динамо» Ленинград, главный тренер.

В 1970-е годы занимался созданием экспозиции о развитии футбола в Музее истории Ленинграда.
С 1986 года приз памяти Фёдорова разыгрывали команды районных УВД Ленинграда. В 1992 состоялся турнир на Кубок Фёдорова среди команд 2-й лиги.
Младший брат Дмитрий также играл за «Динамо».
Умер 4 декабря 1981 года в Ленинграде. Похоронен на Серафимовском кладбище.

## Достижения
ХОККЕЙ С МЯЧОМ
- Чемпион СССР — 1935
- Серебряный призёр чемпионата СССР — 1933
- Бронзовый призёр чемпионата СССР — 1936
- Финалист Кубка СССР — 1947
- Серебряный призёр чемпионата РСФСР — 1932
- Победитель Спартакиады вооруженных сил СССР (2) — 1933, 1934
- Чемпион Ленинграда (9) — 1935, 1936, 1938, 1939, 1941, 1943[9], 1945—1947
- Обладатель Кубка Москвы — 1944

ФУТБОЛ
- Серебряный призёр чемпионата СССР — 1935
- Чемпион РСФСР — 1932
- Чемпион Ленинграда — 1935
- Серебряный призёр чемпионата Ленинграда — 1934

ХОККЕЙ С ШАЙБОЙ
- Чемпион Ленинграда — 1947[10]